# Centre historique (Porto Alegre)
Pour les articles homonymes, voir Centro.

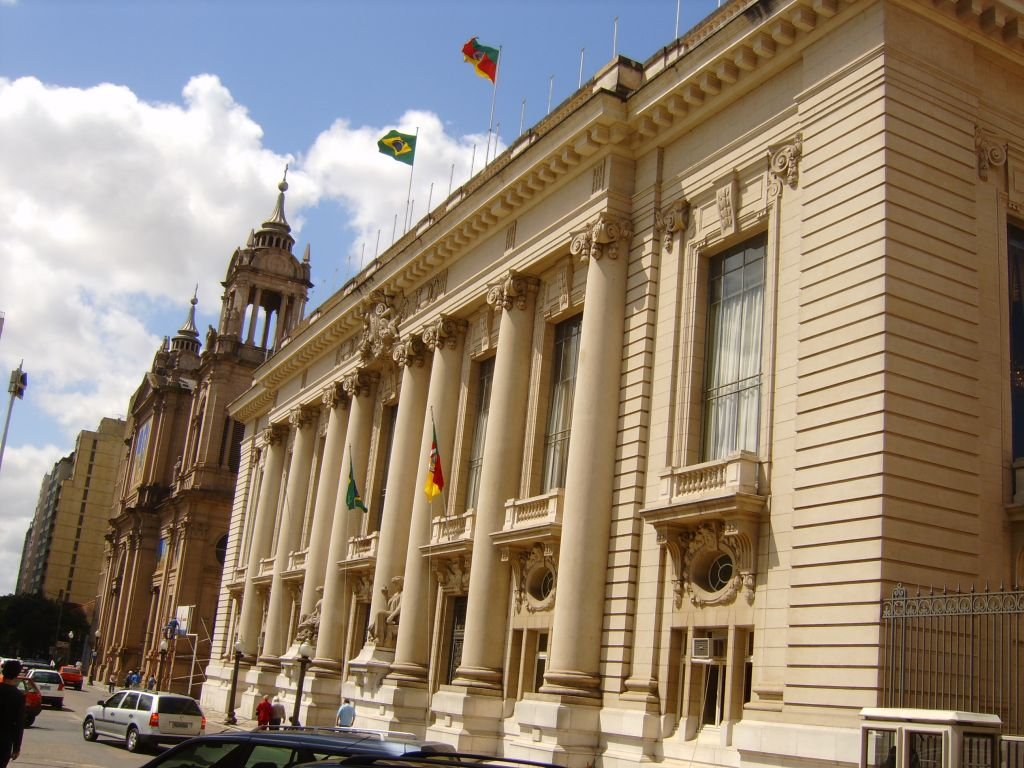
Palais Piratini.

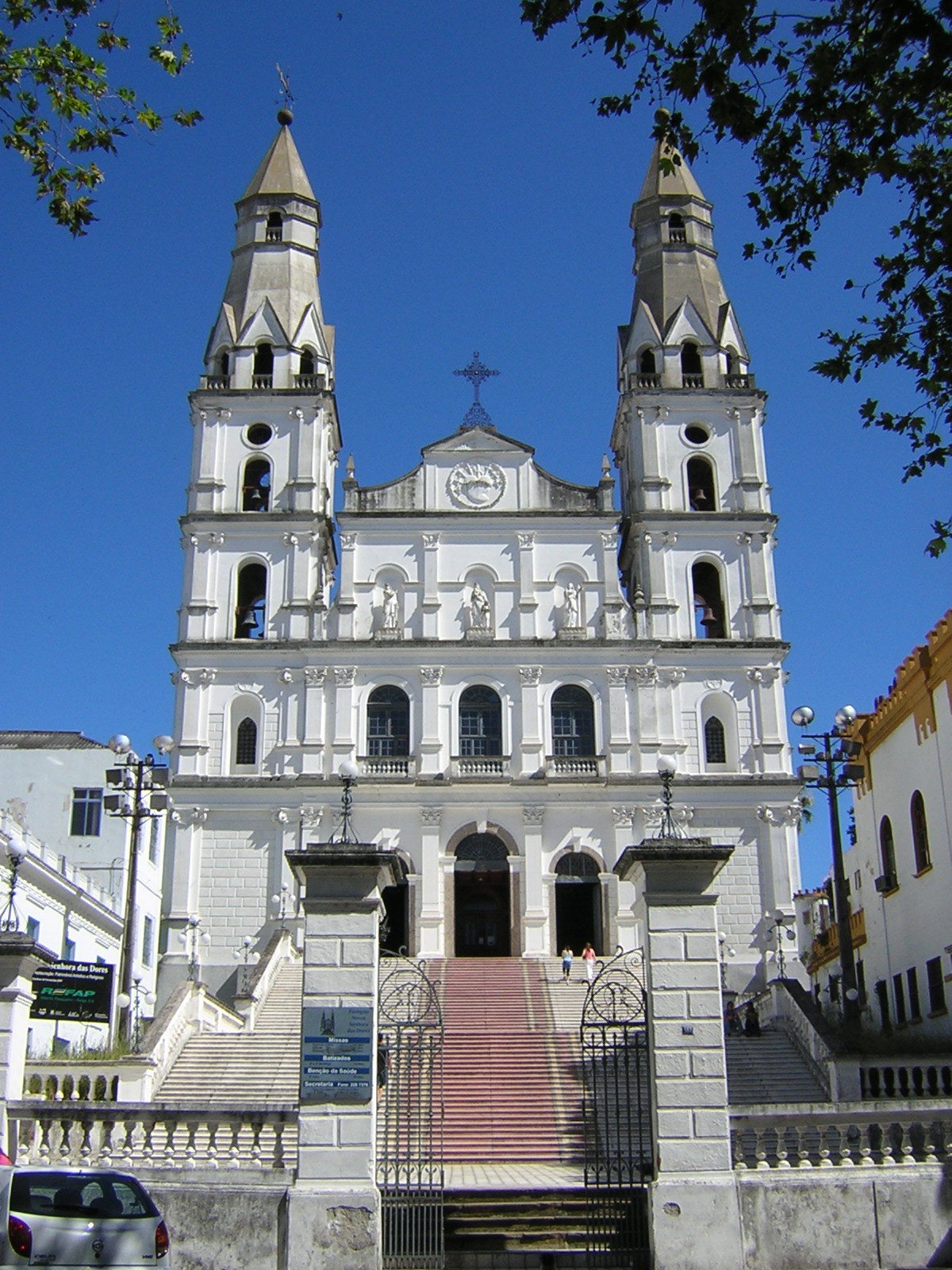
Église Notre-Dame das Dores.

Le Centre historique (en portugais : Centro Histórico) est un quartier de la ville de Porto Alegre, capitale de l'État du Rio Grande do Sul au Brésil.
Il a été créé par la loi no 2022 du 7 décembre 1959, avec ses limites modifiées par la loi no 4685 du 21 décembre 1979.

## Données générales
- Population (2000) : 36.862 habitants[réf. nécessaire]
  - Hommes : 16.076
  - Femmes : 20.786
- Superficie : 228 ha
- Densité : 161,68 hab/ha

## Limites actuelles
De l'avenue Loureiro da Silva et l'avenue João Goulart jusqu'à sa jonction avec l'avenue Mauá ; de celle-ci jusqu'à sa jonction avec l'avenue Presidente Castelo Branco ; de cette dernière jusqu'à sa rencontre avec le Largo Vespasiano Júlio Veppo et au Complexe Routier Conceição (tunnel, surélévations, accès et rue da Conceição) et son prolongement jusqu'à la rue Sarmento Leite ; de celle-ci jusqu'à la rue Engenheiro Luiz Englert et l'avenue Perimetral et, de là, jusqu'à la jonction avec l'avenue Loureiro da Silva.

## Histoire
L'origine du quartier remonte aux fondements de l'occupation du territoire de Porto Alegre. De par son peuplement et son développement en relation avec la création de la Paroisse Notre-Dame da Madre de Deus de Porto Alegre en 1772, il possède un lien profond avec la rue dos Andradas qui, aujourd'hui encore, est appelé rue da Praia, sa première appellation. C'est sur son parcours que fut construite la première chapelle du faubourg, sous le patronage de São Francisco. Après leur création, les actuelles rues Riachuelo et Duque de Caxias, formaient, avec la rue da Praia, les principales artères de la zone, où s'installèrent les plus anciennes résidences et maisons de commerce. Les autres faubourgs les plus proches, tels que l'actuelle Cidade Baixa, étaient considérés comme des zones rurales.
L'ancienne et traditionnelle rue Duque de Caxias a eu plusieurs noms : rue Formosa, rue droite de l'Église, rue Alegre et rue de l'Église. Mais son premier nom officiel fut celui de rue de l'Église, car l'unique sanctuaire religieux catholique de la cité y était sis. Ce fut pendant des années la rue la plus chic de la municipalité, y résidant politiciens, commerçants et militaires de haut rang dans de luxueuses résidences, telles que le Solar dos Câmaras, le plus ancien édifice résidentiel de Porto Alegre, installé aujourd'hui dans l'enceinte de l'Assemblée législative du Rio Grande do Sul. Y fut aussi construite l'Église da Matriz - l'actuelle Cathédrale métropolitaine -, donnant sur la Place Marechal Deodoro (connue aussi comme Place da Matriz). Sur cet ensemble se trouvent les sièges des pouvoirs exécutif (Palais Piratini), législatif et judiciaire et le Théâtre São Pedro, le plus ancien de la cité, dont la construction fut achevée en 1858.
La rue Riachuelo a aussi eu d'autres dénominations, comme rue do Cotovelo, près du Théâtre São Pedro, et rue da Ponte. Ses premières habitations y furent érigées en  1788.
Les noms anciens de lieux du Centro faisaient référence aux caractéristiques qu'ils possédaient : rue do Arvoredo (actuelle rue Fernando Machado), rue do Riacho (actuelle rue Washington Luís), rue da Varzinha (actuelle rue Demétrio Ribeiro), Beco do Fanha, depois denominada Travessa Paysandu (actuelle rue Caldas Junior), rue do Poço (actuelle rue Jerônimo Coelho), entre autres.
Les églises du Centro sont aussi des lieux dont les origines remontent à la fondation de la cité. La Cathédrale métropolitaine a été édifiée pour la première fois en 1794, mais ne fut achevée qu'au XIXe siècle, avec la construction de ses tours en 1846. En 1915, l'archevêque Dom João Becker fit commencer des études préliminaires pour la construction d'une grande cathédrale, dont les premiers travaux débutèrent en 1920, et se conclurent par la nouvelle Église da Matriz en 1972. Elle ne sera inaugurée qu'en 1986. l'Église Notre-Dame das Dores, rue dos Andradas, est la plus ancienne de la ville, et sa construction par la Fraternité du Troisième Ordre Notre-Dame das Dores remonte à 1807, n'étant achevée qu'en 1904.
La première construction de l'église Notre-Dame do Rosário, située rue Vigário José Inácio, de style baroque, eut lieu entre 1817 et 1827, et fut entreprise par la Fraternité de Notre-Dame do Rosário, confrérie de Noirs libres et esclaves, accomplissant un important rôle durant tout le XIXe siècle, dans la vie des personnes de cette communauté. L'archidiocèse fit démolir l'édifice en 1950, sous le prétexte que les fidèles du lieu se comportaient mal.
Sous le 30e Parallèle, Place Montevidéo, se trouve le Palais Municipal, siège de la Mairie de Porto Alegre, dont la construction commença en 1898. En face du bâtiment, se trouve la Fontaine Talavera”, dont de la communauté espagnole, en hommage au centenaire de la Révolution Farroupilha. De l'autre côté de l'avenue Borges de Medeiros, se trouve le Marché Public Público Central.
L'avenue Borges de Medeiros, l'autre endroit important qui traverse la zone centrale, a été construite dans la seconde seconde décennie du XXe siècle sous la gestion d'Otávio Rocha. Passant au-dessus de l'avenue, au sommet de la colline, le Viaduc Otávio Rocha, d'une grande importance architecturale, en dessous duquel ont été installées des boutiques. Ses travaux se conclurent dans les années 1940, sous l'administration de José Loureiro da Silva. C'est sous sa gestion que le Centre de Porto Alegre va acquérir les caractéristiques des grandes et modernes cités du XXe siècle, avec de grandes avenues et des gratte-ciel.

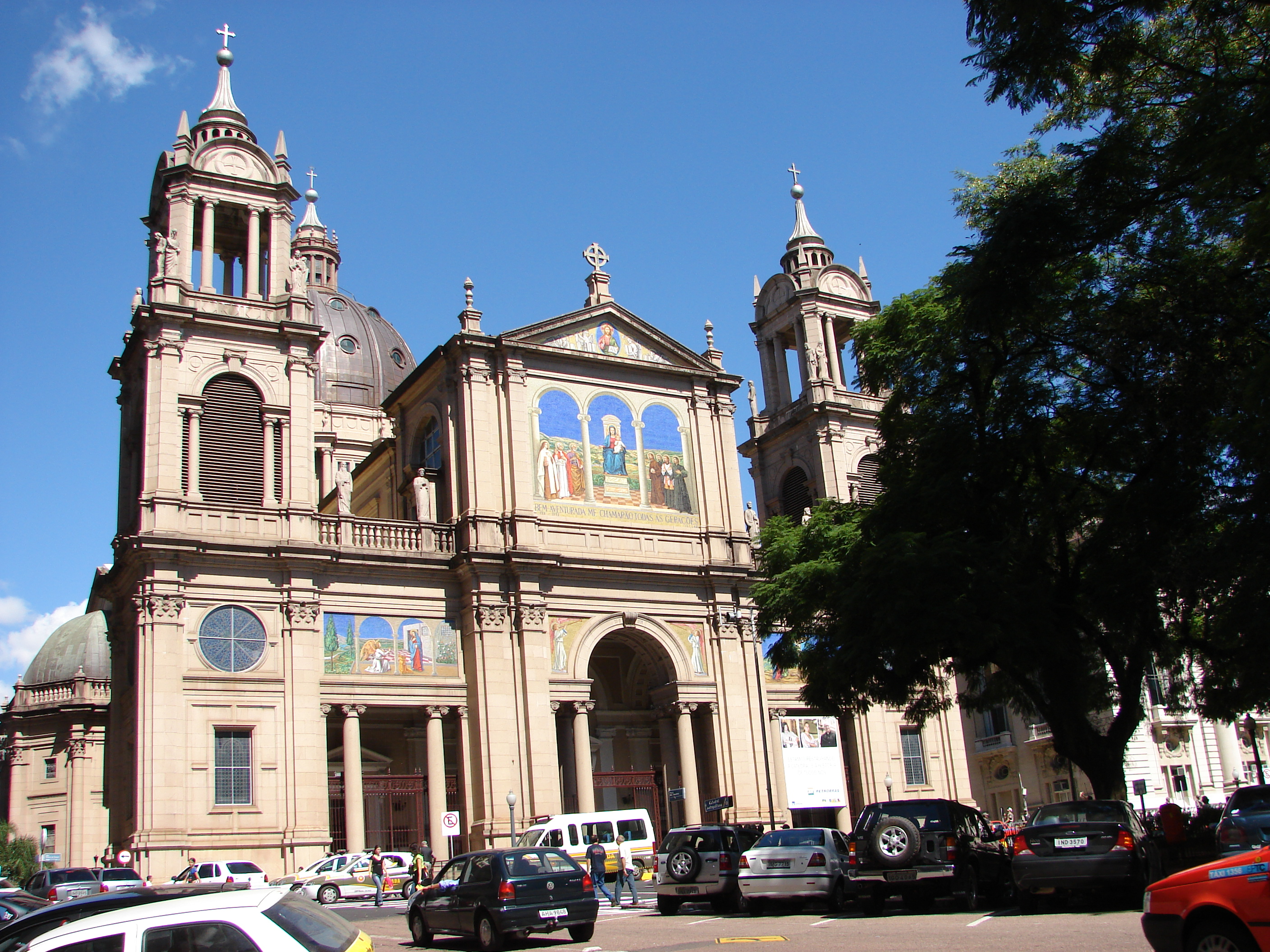
Cathédrale Métropolitaine (Église da Matriz).

## Aujourd'hui
Le centre historique dispose de tous les services et loisirs possibles, surtout en lien aux activités historico-culturelles. Dans la rue Duque de Caxias, est localisé le Musée Julio de Castilhos, institution culturelle créée le 30 janvier 1903, comme musée anthropologique, artistique et historique. L'actuel édifice est de style néo-classique.
Autres lieux d'intérêts culturel, dans le centro :
- Les Quais du Port,  point de contact de l'État du Rio Grande do Sul avec le reste du pays et du monde ;
- La Santa Casa de Misericórdia, un symbole de la médecine, dans l'État ;
- La Bibliothèque publique ;
- Le Musée des Arts du Rio Grande do Sul (MARGS) ;
- Le Correio Velho (Vieil édifice des Postes et Télégraphes) ;
- La Maison de la Culture Mario Quintana ;
- L'Usine du Gasômetro
- Le Musée de la Companhia Estadual de Energia Elétrica.